# Manuel Bujados
Arcadio Manuel Bujados Fernández (Vivero, 1889-Bell Ville,  1954) fue un dibujante e ilustrador español.

## Biografía

La domadora de ideas, Acuarela y gouache sobre papel, 34 x 24 cm, Colección Afundación.

Nacido en la localidad lucense de Vivero en enero de 1889,  en el seno de una familia de comerciantes valencianos. Estudió Ingeniería Industrial, carrera que abandonó para viajar e instruirse en arte por Europa, en ciudades como Berlín, París, Londres o Viena. Participó con sus ilustraciones en publicaciones periódicas como la revista madrileña La Esfera.
Bujados, cuyos dibujos estuvieron influenciados por el simbolismo, falleció en 1954 en la localidad argentina de Bell Ville. Realizó las portadas de algunas obras de Manuel Machado, Concha Espina y José Francés. En el siglo XXI una sobrina suya donó parte de su obra al Museo Provincial de Lugo.